# 望加錫
望加锡（印尼语：Makassar，有时也拼作Macassar、Mangkasara），华人简称锡江，中国古籍《海录》作茫加萨，《海国闻见录》作芒佳瑟，《水师图要》作蚊加飒。印度尼西亚南苏拉威西省的首府。从人口上看，望加锡是苏拉威西岛的最大城市、印度尼西亚第五大城市和印度尼西亚第四大广域都会区。1971到1999年间，城市以從前殖民时期的一个城堡为名，称作乌戎潘当（Ujung Pandang），望加锡和乌戎潘当这两个名字经常互换使用。城市坐落在苏拉威西岛南半岛西南海岸，面朝望加锡海峡。
望加锡市面积19,926公頃（49,240英畝），2015年人口约165万。建成区2010年人口为1,976,168，覆盖整个望加锡市和邻县的15个区。官方广域都会区名为马米纳萨塔（Mamminasata），包括47个区，覆盖相邻的塔卡拉尔县、戈瓦县和马罗斯县，广域都会区面积2,473平方（955平方英里），2010年普查人口约223万。

## 历史
历史上，香料贸易在苏拉威西地区占有重要地位，当地政权和外来势力激烈竞争以控制香料贸易，最终荷兰取得了望加锡地区的贸易垄断权。1942年二战时望加锡被日军攻占，印尼独立后并入印度尼西亚。

### 前殖民时期

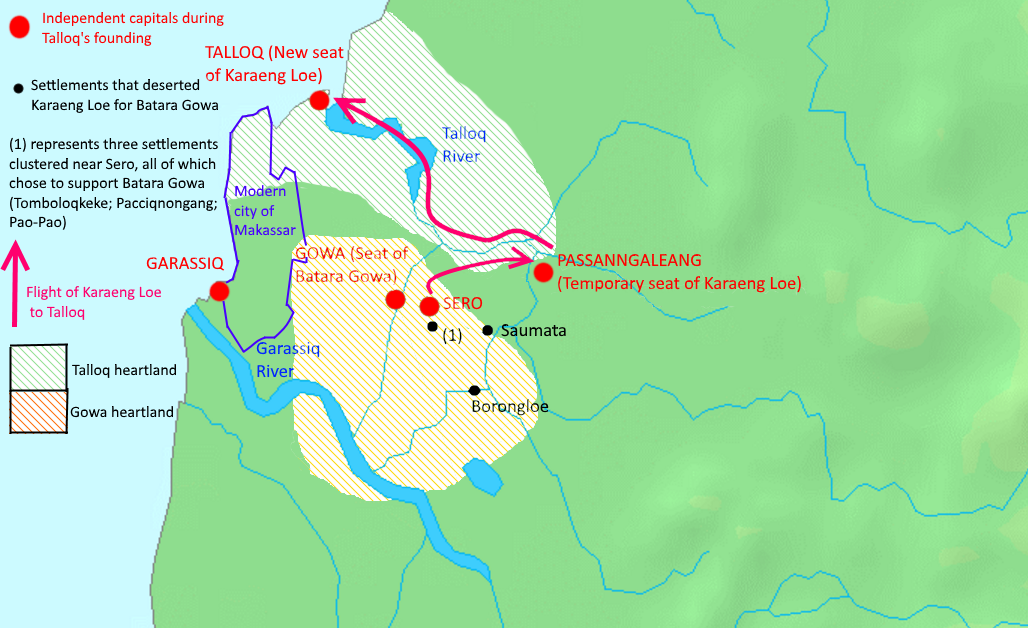
戈瓦和塔洛克王国的范围

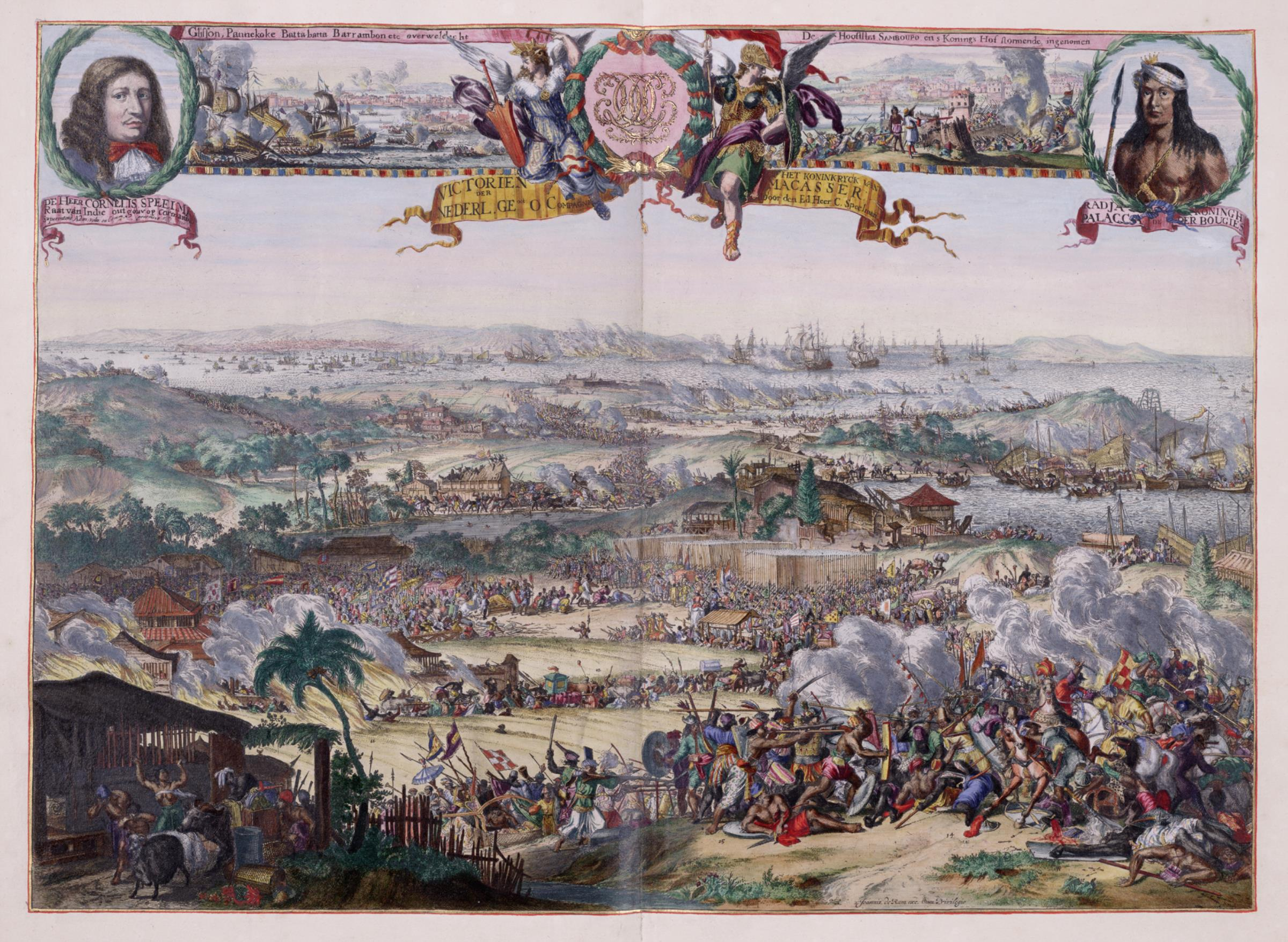
1667年的望加锡战争

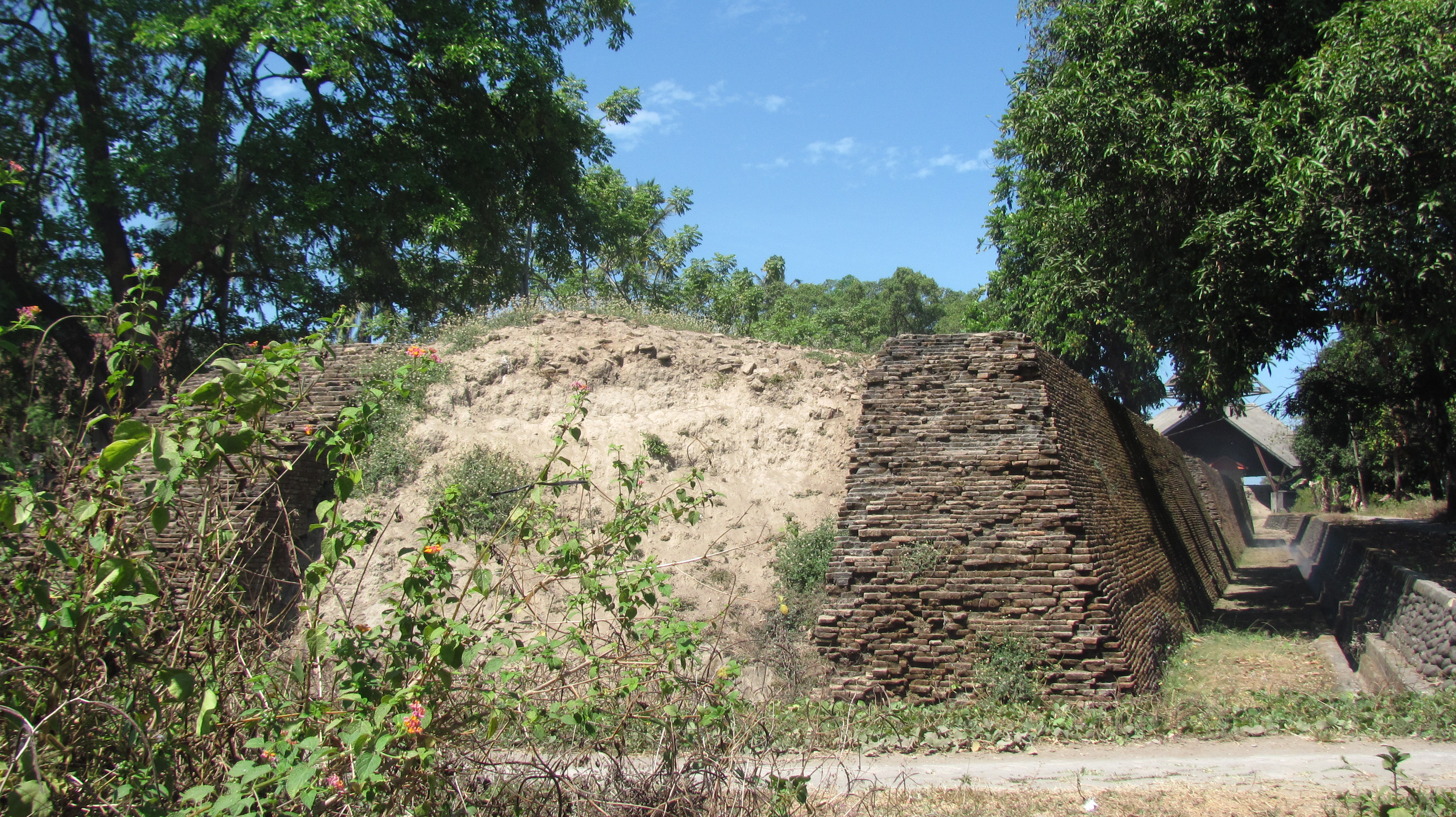
厚达7米的松巴奥普堡西墙

14世纪满者伯夷王国哈亞·烏魯克国王时期的悼词集《爪哇史颂》提及到望加锡是满者伯夷帝国统治下的一个岛屿，紧靠布顿岛、萨拉亚尔岛和邦盖群岛。
14世纪中后期满者伯夷势力退出苏拉威西地区后，望加锡一带出现了戈瓦王国。戈瓦王国成立的具体时间不得而知，仅在第六任国王统治期间，当地文献记载了关于王国被拆分为两个国家的记录。多年来两个王国经常发生战争，直到塔洛克王国战败。第十任戈瓦国王（1512-1546在位）统治期间，两个王国重新实现统一成为二元王国。从这之后，当某人成为塔洛克国王，他也同时成为了戈瓦国王。许多历史学家将“戈瓦-塔洛克王国”简称为“望加锡王国”或直接称为“戈瓦王国”。
1605年时，第14任戈瓦-塔洛克国王皈依伊斯兰教，王国转变为伊斯兰苏丹国。1608-1611年，戈瓦王国用武力在布吉-望加锡人地区传播伊斯兰教，并成为了这一地区最强大的国家。
第一批在望加锡定居的欧洲人是1511年来到苏拉威西岛的葡萄牙水手，当他们到达了这里时，发现望加锡是一个多元文化交融、蓬勃发展的转口港，中国、阿拉伯、印度、暹罗和爪哇等地的商人在望加锡用他们生产的金属制品和纺织品等货物换取珍珠、黄金、樟脑和香料 - 香料主要有从苏拉威西内陆地区和有“香料群岛”之称的摩鹿加群岛进口的肉豆蔻和丁香。葡萄牙首领称这座城市为 Macáçar 。1613年，一座英国商館在望加锡建立。17世纪来到苏拉威西的荷兰人改变了望加锡的局面。
由于戈瓦苏丹国的历任君主奉行自由贸易政策，加上苏拉威西地区具有的香料资源优势，在16世纪初，望加锡是马来群岛香料贸易的中心，也是远道而来的欧洲人和阿拉伯人的一个贸易落脚点，不久后成为了东南亚诸多岛屿中最大的城市之一。也因为其君主的自由贸易政策维护任何到访者在城市做生意的权利，戈瓦苏丹国拒绝了荷兰人建立垄断贸易的企图。于是荷兰东印度公司在1666年到1669年间发动了望加锡战争入侵戈瓦。结果是1667年戈瓦战败，交战双方签订彭加耶条约，戈瓦承认荷兰东印度公司在望加锡拥有贸易垄断权。之后感到不满的戈瓦苏丹哈桑丁再度开战，最终荷兰在援军的协助下于1669年6月12日攻破了戈瓦苏丹国最坚固的堡垒松巴奥普堡（Somba Opu），标志着战争的结束。从此戈瓦苏丹国的国土仅局限于首都松古米纳萨周围地区，其余归入荷属东印度公司版图，国家名存实亡。松古米纳萨位于望加锡东南，是现今望加锡的一座卫星城，松巴奥普堡也位于松古米纳萨。

### 殖民时代

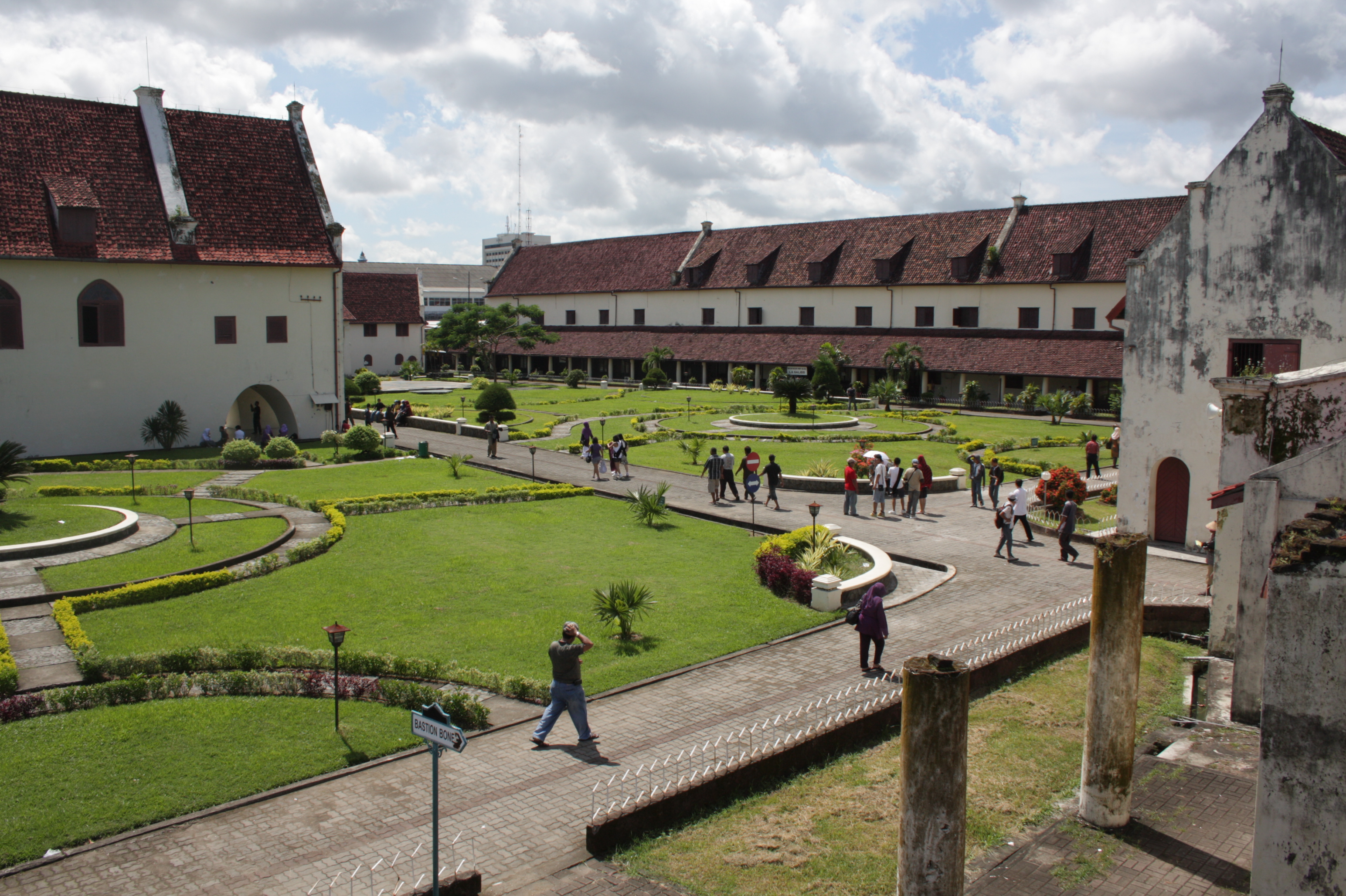
鹿特丹堡（2010年）

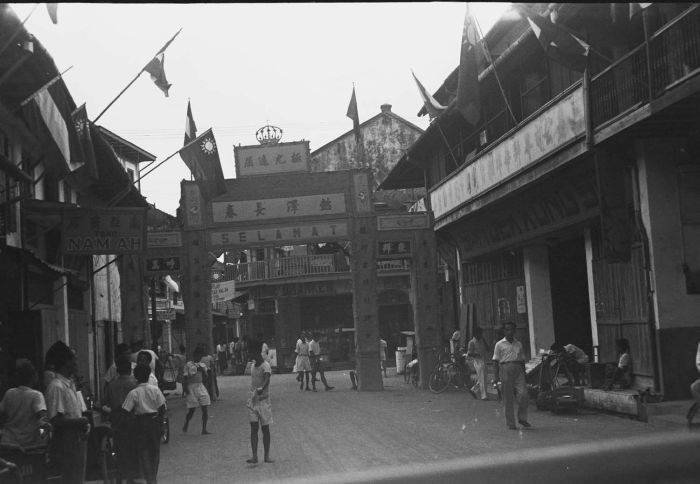
1948年时望加锡的中国城

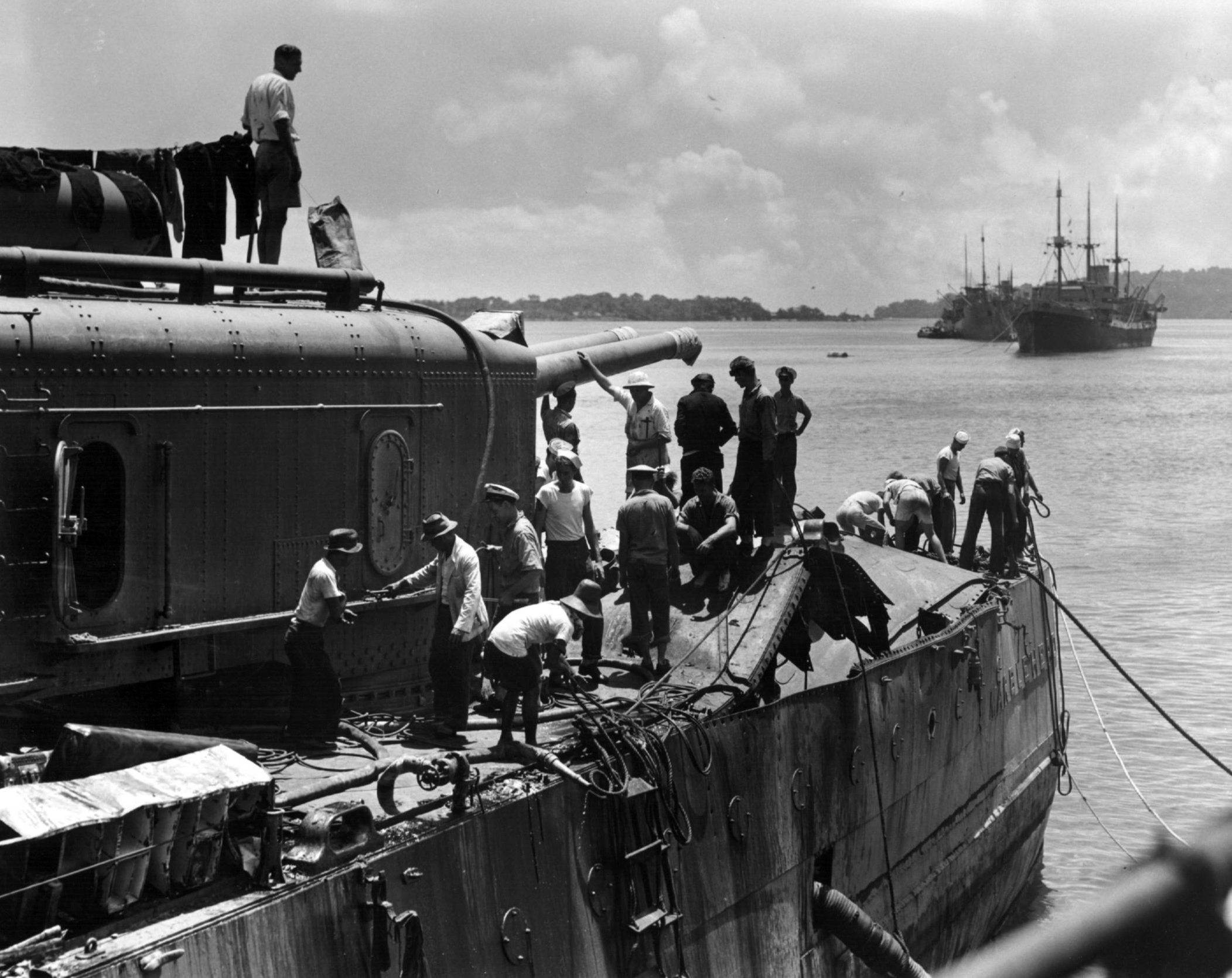
美海军轻型驱逐舰USS 马布尔海德 (CL-12)1942年2月4日在望加锡海峡之战中遭到高空轰炸的舰尾部

望加锡战争结束后，荷方指挥官科内利斯·斯皮尔曼将松巴奥普堡完全破坏，转而以松古米纳萨以北的另一个城堡鹿特丹堡作为荷兰东印度公司殖民活动的中心。当一个被称为弗拉尔丁恩的城寨发展起来之后，这个老贸易中心的角色就变了。渐渐地，荷兰人、阿拉伯人、马来印尼人和佛教徒回到堡墙外做生意，之后中国人也加入进来。从1673年开始，鹿特丹堡附近地区发展成为一个新的城市，这座城市就是现在的望加锡。城市又一次成为印尼东部产品的集散地，货物主要有椰子核、藤制品、珍珠、海参、檀木和在当时的欧洲非常流行的护发乳马卡发油。1830年爪哇战争结束后，战败的日惹苏丹国蒂博尼哥罗王子被流放到望加锡的鹿特丹堡，直到1855年去世。
1699年到1800年代初，望加锡由荷兰东印度公司控制；此后到1847年间由名为望加锡的殖民政府管理。1847年西里伯斯及属地行政区（荷兰语：Residentie Celebes en Onderhoorigheden）成立，望加锡是殖民地的首府。
虽然荷兰控制着沿海地区，但是他们直到20世纪早期才通过与地方统治者签订的一系列条约获得苏拉威西南部内陆的统治权。荷兰的传教者将许多托拉查人变为基督教信徒。到1938年，望加锡的人口达到84,000人，作家约瑟夫·康拉德描述望加锡是“最漂亮，也许是岛上看起来最干净的城镇”。
第二次世界大战时，沃伦上校（Vooren）指挥约1,000名荷兰东印度皇家军士兵守卫望加锡，这时的望加锡卡丁飞行场内无飞机可用，港口也没有荷兰军舰停驻。他决定弃守海岸，并计划转向内陆打游击战。为此沃伦上校在恩雷康建立了一个仓库以储备军需物资，还在望加锡东北80公里的加马（Tjama）修建了防御工事。在此期间贾恩·戈特曼斯（Jan Gortmans）陆军中尉从爪哇岛抵达西里伯斯，招募了400名恩雷康当地士兵，并开始训练他们进行游击战。到1942年1月底，所有欧裔妇女和儿童被撤到爪哇岛；当地妇女儿童撤离到望加锡以东的两个山村马利诺和帕卡托（Pakato），这里也是荷军的营地。1942年2月9日，8,000名日本士兵在海军上尉森邦三的指挥下于望加锡和望加锡以南的杰尼彭托登陆，日本海军夏潮号驱逐舰在望加锡以南25千米被美军S-37号潜艇用鱼雷击沉。日军决定从半岛的南北两面进攻，他们运送坦克到波尼湾北部攻下帕洛波，之后向南夹击荷兰游击队。1942年2月27日到28日晚，沃伦上校决定撤离加马，前往更难攻克的恩雷康，那时当地军需供应方已经离开，许多士兵丢掉了他们的武器，结果沃伦上校和他率领的两个共160人的小队被日军追上俘获。之后恩雷康的戈特曼斯中尉在敌众我寡的情况下和麾下300士兵向日军投降，戈特曼斯中尉被带到望加锡的战俘营，后来在战争中被日本卫兵斩首。

### 二战后

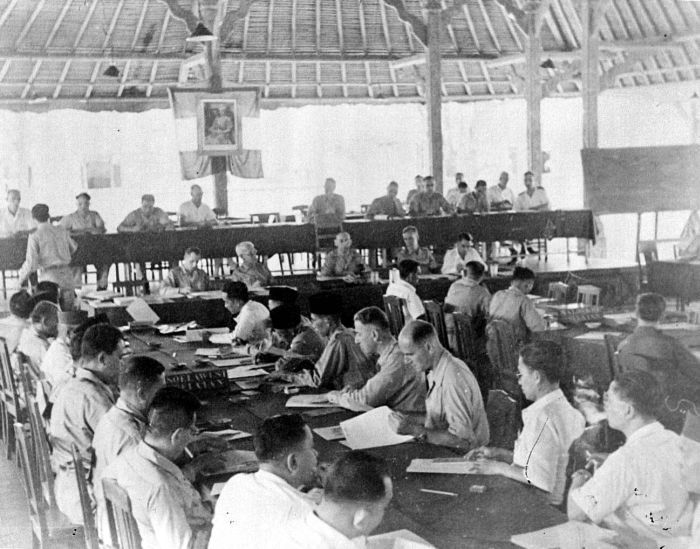
马利诺会议

第二次世界大战结束后，1945年印度尼西亚宣布独立，印尼各地爆发革命以谋求脱离荷兰的殖民统治。1946年7月16日至25日，荷兰在望加锡以东的戈瓦县山区小镇马利诺举行了一次会议，试图通过联邦方案解决印度尼西亚问题。马利诺会议制定了在婆罗洲和东印度尼西亚等荷兰事实和法理上所控制地区建立一个名为“大东邦”（荷兰语：Groote Oost）的联邦属国的计划。同年12月18日到24日，在巴厘岛举行的登巴萨会议解决了关于建立大东邦（印尼语：Negara Timoer Besar）的具体问题。1946年12月27日，大东邦正式成立，三天后改名为東印度尼西亞（印尼语：Negara Indonesia Timoer，缩写为NIT），首府在望加锡。1949年12月27日，荷兰承认印度尼西亚独立，印度尼西亚联邦共和国成立，东印度尼西亚邦加入联邦。1950年4月5日，荷兰东印度皇家陆军的阿卜杜勒·阿齐兹上尉（Abdul Aziz）发动望加锡叛乱攻击印度尼西亚国民军，印尼总统苏卡诺谴责阿齐兹的行为，之后阿齐兹飞往雅加达与苏卡诺谈判，到达后即被日惹苏丹逮捕，阿齐兹的部队结束抵抗，4月21日2,000名印尼国家军士兵进驻望加锡。事件导致印尼加强了对各联邦国的控制，加速了联邦共和国的消亡。1950年8月17日，单一制的印度尼西亚共和国代替印度尼西亚联邦共和国。
1950年，苏拉威西省（印尼语：Provinsi Sulawesi）成立，望加锡是苏拉威西省的首府。1960年，南北苏拉威西省分家，望加锡成为南-东南苏拉威西省的首府。1997年9月，望加锡一名商业家庭精神失常的混血华裔男子，失手打死一名伊斯兰教女子，引发骚乱，华人成为主要攻击目标，而望加锡政府置之不理，一件普通刑事案变成了大规模暴力事件，最终打死两名华人，伤28人，店铺焚毁多间，事件成为1998年印尼排华暴动的前序。

## 地理
望加锡市（印尼语：Kota Makassar，布吉语-望加锡语：ᨀᨚᨈ ᨆᨀᨔᨑ）位于苏拉威西岛南半岛西南，西滨望加锡海峡，从北面顺时针依次与马罗斯县、戈瓦县和塔卡拉尔县接壤。城市处于杰尼贝朗河入海口附近，地形以平原为主，杰尼贝朗河的河水经常淹没城市，尤以1976年的水灾最为严重。1998年在邻近的戈瓦县建成比里比里水坝，一方面为了保护城市免遭历史上的洪水侵袭，另一方面可以为望加锡提供市政用水、为城市周围的农田提供灌溉，还兼有发电的功能。望加锡市境内大部分区域是城市建成区，除了在苏拉威西岛所管的土地外，望加锡市还辖有海峡中的一些岛屿，统称为“望加锡市小岛屿”（印尼语：Pulau-Pulau Kecil Kota Makassar）。

### 行政区划
望加锡市下分为14个区（Kecamatan），市政府位于乌戎潘当区（印尼语：Kecamatan Ujung Padang）。各区2010年的普查人口：

望加锡市14个区的界线图

| 印尼文        | 中文       | 人口 2010普查 |
| ------------- | ---------- | ------------- |
| Mariso        | 马利梭     | 56,313        |
| Mamajang      | 马马绛     | 59,133        |
| Tamalate      | 塔马拉特   | 169,890       |
| Rappocini     | 拉珀齐尼   | 151,357       |
| Makassar      | 望加锡     | 81,901        |
| Ujung Padang  | 乌戎潘当   | 27,206        |
| Wajo          | 瓦久       | 29,670        |
| Bontoala      | 本托拉     | 54,268        |
| Ujung Tanah   | 乌戎塔纳   | 46,771        |
| Tallo         | 塔洛       | 133,815       |
| Panukkukang   | 帕努库康   | 141,524       |
| Manggala      | 曼加拉     | 117,303       |
| Biring Kanaya | 比陵康纳亚 | 167,843       |
| Tamalanrea    | 塔马兰利亚 | 101,669       |

### 气候
根据柯本气候分类法，望加锡属于热带季风气候（Am）。
望加锡全年炎热，年平均气温27.5 °C，10月是最暖月，平均气温28.1 °C，2月是最冷月，平均气温26.9 °C。
望加锡平均年降水量达3086.1 mm，全年干湿季分明。1月降水量最多，达734.1 mm，8月降水最少，仅有15.2 mm。平均每年有187天降雨，1月降雨天数最多，达27天，最少为8月，整月仅两天降水。
| 印度尼西亚南苏拉威西省望加锡 | 印度尼西亚南苏拉威西省望加锡 | 印度尼西亚南苏拉威西省望加锡 | 印度尼西亚南苏拉威西省望加锡 | 印度尼西亚南苏拉威西省望加锡 | 印度尼西亚南苏拉威西省望加锡 | 印度尼西亚南苏拉威西省望加锡 | 印度尼西亚南苏拉威西省望加锡 | 印度尼西亚南苏拉威西省望加锡 | 印度尼西亚南苏拉威西省望加锡 | 印度尼西亚南苏拉威西省望加锡 | 印度尼西亚南苏拉威西省望加锡 | 印度尼西亚南苏拉威西省望加锡 | 印度尼西亚南苏拉威西省望加锡 |
| 月份                         | 1月                          | 2月                          | 3月                          | 4月                          | 5月                          | 6月                          | 7月                          | 8月                          | 9月                          | 10月                         | 11月                         | 12月                         | 全年                         |
| ---------------------------- | ---------------------------- | ---------------------------- | ---------------------------- | ---------------------------- | ---------------------------- | ---------------------------- | ---------------------------- | ---------------------------- | ---------------------------- | ---------------------------- | ---------------------------- | ---------------------------- | ---------------------------- |
| 平均高温 °C（°F）            | 30.7 (87.3)                  | 31 (88)                      | 31.3 (88.3)                  | 32 (90)                      | 32.1 (89.8)                  | 32.5 (90.5)                  | 32.4 (90.3)                  | 34.3 (93.7)                  | 34.8 (94.6)                  | 34.6 (94.3)                  | 33.5 (92.3)                  | 31.3 (88.3)                  | 32.5 (90.5)                  |
| 日均气温 °C（°F）            | 26.9 (80.4)                  | 26.9 (80.4)                  | 27.3 (81.1)                  | 27.8 (82.0)                  | 27.8 (82.0)                  | 27.7 (81.9)                  | 27.1 (80.8)                  | 27.2 (81.0)                  | 28 (82)                      | 28.1 (82.6)                  | 28.1 (82.6)                  | 27.1 (80.8)                  | 27.5 (81.5)                  |
| 平均低温 °C（°F）            | 23.2 (73.8)                  | 22.7 (72.9)                  | 23.3 (73.9)                  | 23.6 (74.5)                  | 23.4 (74.1)                  | 22.9 (73.2)                  | 21.7 (71.1)                  | 20.1 (68.2)                  | 21.2 (70.2)                  | 21.7 (71.1)                  | 22.7 (72.9)                  | 23 (73)                      | 22.5 (72.5)                  |
| 平均降水量 mm（）            | 734 (28.9)                   | 533 (21.0)                   | 391 (15.4)                   | 235 (9.3)                    | 127 (5.0)                    | 66 (2.6)                     | 48 (1.9)                     | 15 (0.6)                     | 32 (1.3)                     | 83 (3.3)                     | 273 (10.7)                   | 549 (21.6)                   | 3,086 (121.5)                |
| 平均降水天数                 | 27                           | 26                           | 23                           | 20                           | 17                           | 8                            | 4                            | 2                            | 4                            | 7                            | 24                           | 25                           | 187                          |
| 月均日照時數                 | 393.7                        | 355.95                       | 387.5                        | 369                          | 378.2                        | 366                          | 378.2                        | 381.3                        | 372                          | 390.6                        | 381                          | 396.8                        | 4,565.625                    |
| 来源：Weatherbase            |                              |                              |                              |                              |                              |                              |                              |                              |                              |                              |                              |                              |                              |

## 经济

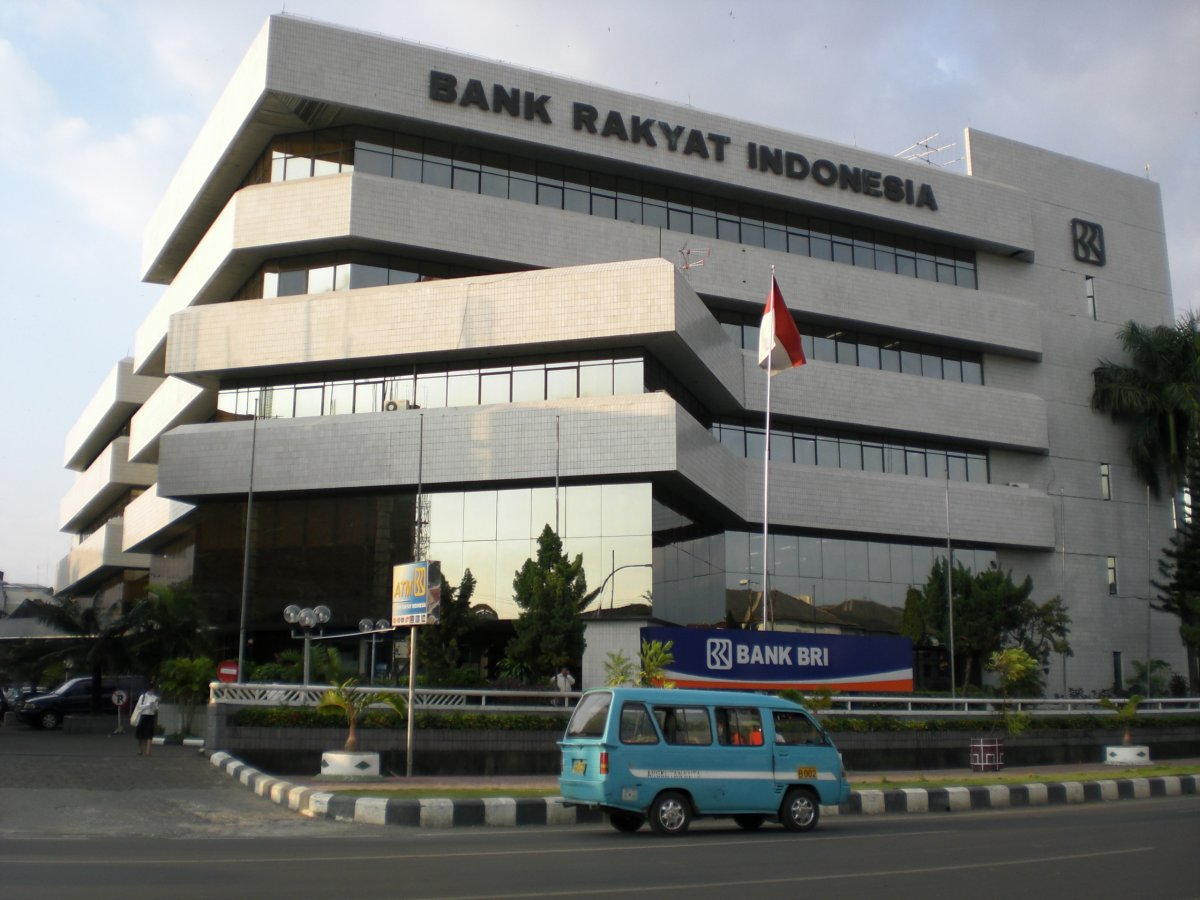
印尼人民银行望加锡分行，是望加锡最大的银行之一

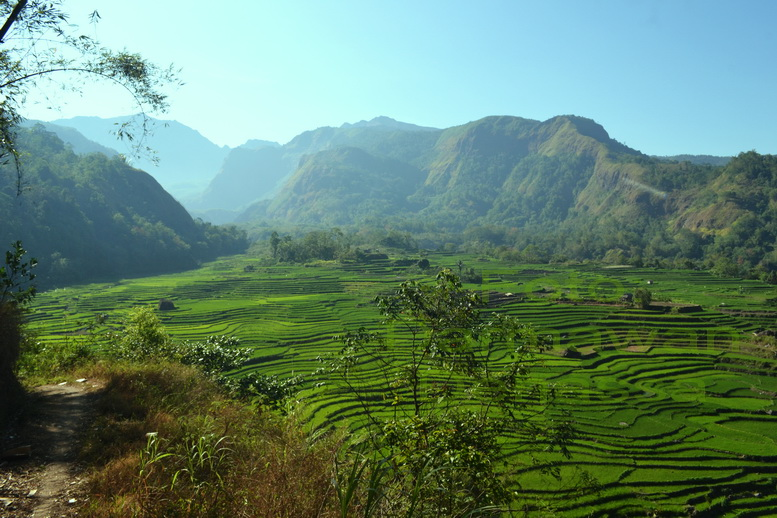
望加锡附近的稻田，位于戈瓦县

望加锡位于印度尼西亚的中心地带，面朝繁忙的望加锡海峡。望加锡是印尼东部的工商业中心和最大城市，也是进入印尼东部的重要门户。
殖民时期，产于望加锡的护发乳马卡发油大量出口至欧洲。望加锡也是名贵木材望加锡黑檀木的产地。
现在，望加锡的经济主要由小企业推动，通常为家庭经营模式的小型业主。望加锡的城市经济高度依赖于服务业，约占经济活动的70%。餐饮和酒店业产值最大（占29.14%），其次是交通运输业（占14.86%）、商业（占14.86%）和金融业（占10.58%）。工业活动仅次于服务业，约占总体经济的21.34%。望加锡邻近的戈瓦县、塔卡拉尔县等地是南苏拉威西省重要的农业区，主要种植水稻、玉米和木薯。

## 交通

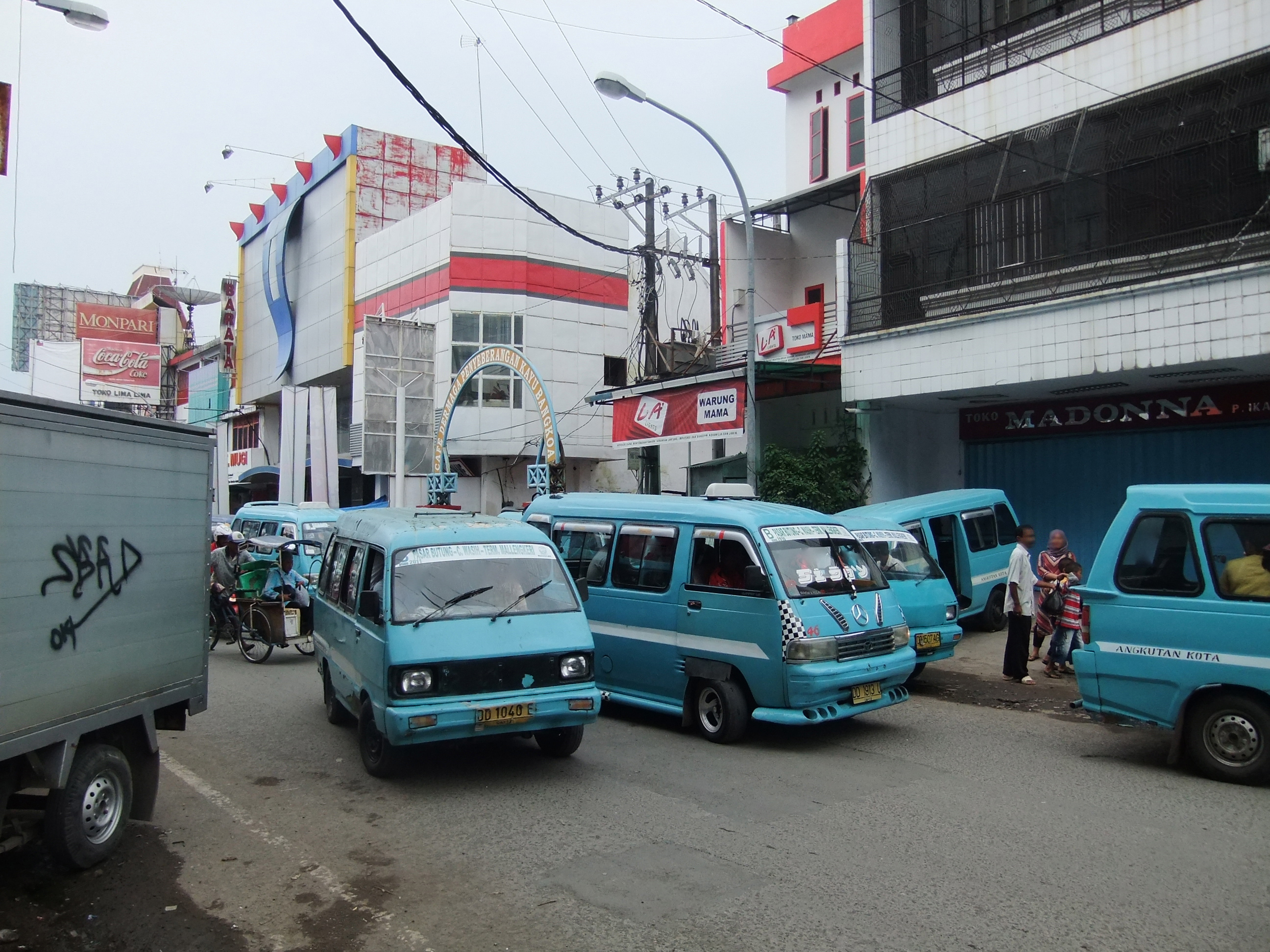
望加锡的pete-pete迷你巴士

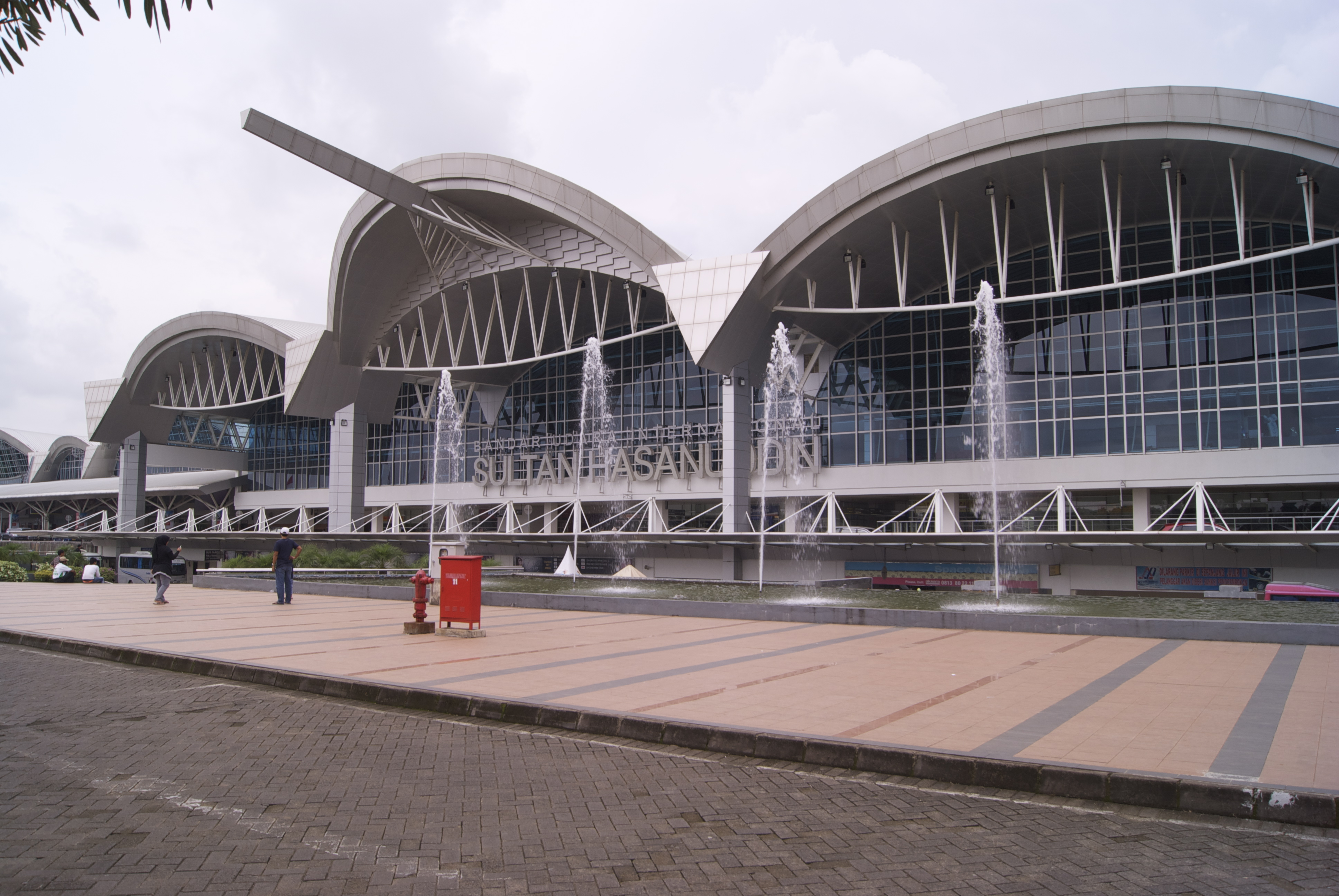
现代化的苏丹哈桑丁国际机场航站楼

望加锡唯一拥有的市内公共交通系统是被称为“pete-pete”的迷你巴士，pete-pete在印尼的其他地方也叫“angkot”。Pete-pete是经过修改载客的小巴，行驶路线由写在车挡风玻璃的字母显示。望加锡的人力三轮车 pedicab 也很出名，较爪哇岛的人力三轮车 becak 小一些。在望加锡，骑人力三轮车的车夫被称为“达英”（Daeng）。除了迷你巴士和人力三轮车之外，望加锡还有出租车和政府运营的快速公交可供搭乘。2014年3月开始运行的望加锡巴士快速交通系统（Trans Mamminasata）并不完善，政府设计在马米纳萨塔都会区开通11条线路，实际只有3条线路在运营，每辆快速公车有20个座位，另外可供20人站立，每人价格为5,000印尼盾。望加锡也是跨苏拉威西公路的南端起点，唯一的高速公路是西南-东北向的望加锡收费公路，用以连接望加锡的机场和港口。
原计划2014年在马米纳萨塔都会区建成35公里长的单轨铁路，预测成本为4兆印尼盾。2011年7月25日，望加锡市、马罗斯县和戈瓦县签署了谅解备忘录。之后望加锡市长波曼图又计划用地铁代替单轨铁路作为都会区的大众交通工具，他计划修建长33公里的地铁，总预算3兆印尼盾。
跨苏拉威西铁路正在修建中，一期工程望加锡-巴里巴里段全长145.23公里，耗费9,710亿印尼盾，途经马罗斯县、庞卡杰內和群岛县、巴鲁县，预计于2018年通车。在未来铁路线还将通过马穆朱、帕卢、哥伦打洛、比通等城市最终延伸到万鸦老。
2012年1月宣布，由于现有的苏加诺-哈达海港码头能力有限，码头区域将被扩大到150x30平方米，以避免每天至少有两艘船在排队装卸。
望加锡的机场位于邻县马罗斯县，名为苏丹哈桑丁国际机场。机场始建于1935年荷兰殖民时代，1995年开通了一条定期国际航线飞往马来西亚，现在是印尼东部地区的枢纽机场。2008年8月，新的航站楼落成，是印尼首个以高科技建筑风格设计建造的航站楼。目前机场共有两条跑道，2016年旅客量达到10,672,942人次，是印尼第四繁忙的机场。

## 人口
望加锡的宗教（2010）
望加锡的居民主要是望加锡人和布吉人，其余有托拉查人、曼达尔人、布顿人、华人、爪哇人以及来自其他地区的民族。2015年市域人口1,651,146，2010年都会区人口为2,225,048。
伊斯兰教是望加锡居民信奉的主要宗教，其次是基督教新教。
| 年份   | 1971    | 1980    | 1990    | 2000      | 2008      | 2009      | 2010      | 2012      | 2013      |
| ------ | ------- | ------- | ------- | --------- | --------- | --------- | --------- | --------- | --------- |
| 总人口 | 434,766 | 708,465 | 944,372 | 1,130,384 | 1,253,656 | 1,272,349 | 1,338,663 | 1,645,216 | 1,612,413 |

## 主要景点

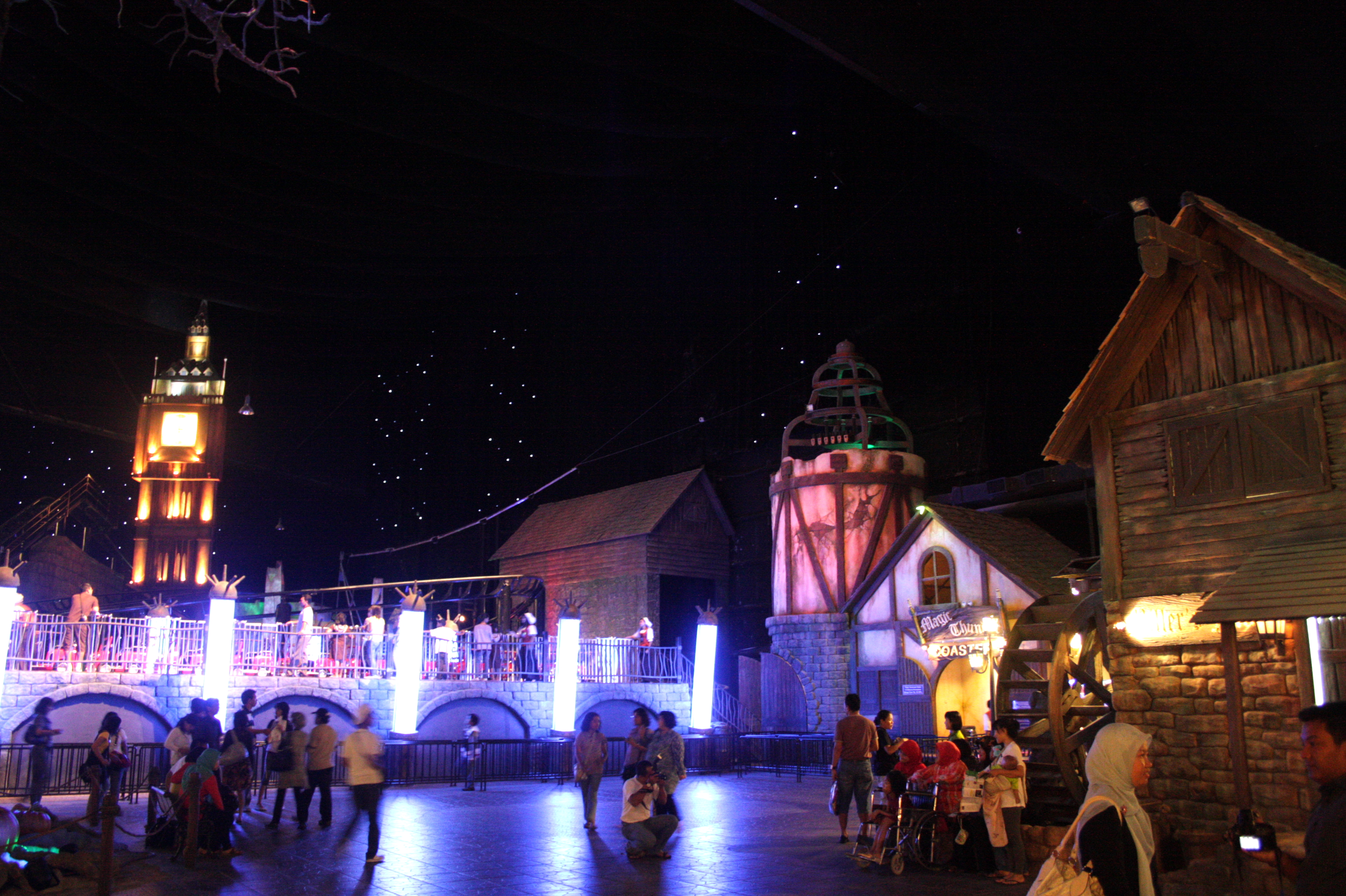
Trans Studio主题公园

望加锡的主要旅游景点有：
- 戈瓦蘇丹國的堡壘松巴奧普堡
- 17世纪的荷兰殖民城堡鹿特丹堡（英语：Fort Rotterdam）
- Trans Studio主题公园 - 2009年时世界最大室内主题公园[59]
- Karebosi Link购物中心 - 印尼第一个地下购物中心
- 洛萨里海滩（Losari）的水上清真寺（Masjid Amirul Mukminin）
- 班迪穆伦-布鲁萨拉恩国家公园 - 位于望加锡以北40公里，是世界第二大的喀斯特地区[60]
- 曼陀羅紀念碑（Mandala Monument of West Irian Liberation）
- 耶穌聖心大教堂（Gereja Katedral Makassar）
- 印尼基督教會望加錫以馬內利教堂（GPIB Immanuel Makassar）
- 錫江天后宮（Klenteng Ibu Agung Bahari）[61]
- 龍顯宮仙媽廟（Klenteng Xian Ma）
- 錫江保安宮（Vihara Dharma Loka）
- 李氏家廟（Rumah Leluhur Marga Keluarga Lie）[61]
- 湯氏家廟（Yayasan Marga Thoeng）[62]
- 湯龍飛故居（Rumah Kediaman Mayor Thoeng Liong Hoei）[62]
- 望加錫市政府大樓（Kantor Walikota Makassar）[63]
- 望加錫博物館（Museum Kota Makassar）
- Gedung Kesenian Sulsel Societeit De Harmonie[61]
- 九十九圓頂清真寺
- 望加錫大清真寺
- 帕丁加隆博物館
- 南蘇拉威西縮景園（Taman Miniatur Sulawesi Selatan）
- 塔洛國王墓園（Makam raja-raja Tallo）
- 戈瓦國王墓園（Makam Katangka）
- Katangka Mosque（英语：Katangka Mosque）
- Museum Balla Lompoa

## 对外交往
望加锡与以下城市建立了姐妹城市关系：
| 國家       | 地区         | 城市     |
| ---------- | ------------ | -------- |
|            | 新南威爾士州 | 利斯莫尔 |
| 美国       | 阿拉巴馬州   | 莫比尔   |
| 巴基斯坦   | 西北邊境省   | 白沙瓦   |
| 羅馬尼亞   | 康斯坦察縣   | 康斯坦察 |
| 印度尼西亞 | 南加里曼丹省 | 马辰     |
| 印度尼西亞 | 東加里曼丹省 | 三马林达 |
| 马来西亚   | 沙巴州       | 斗湖     |

澳大利亚在望加锡设有总领事馆、日本和瑞士在望加锡设有领事馆。2017年9月9日，望加锡与台湾高雄市签署了缔结姐妹城市的意向书。

## 注脚
1. ↑  达英（Daeng）是对望加锡三轮车夫的称呼
2. ↑  位列雅加达、泗水、万隆和棉兰之后
排名未包含身为雅加达卫星城的勿加泗，若包括，则望加锡是印度尼西亚第六大城市
3. ↑  位列雅加达、泗水和苏拉卡尔塔之后
4. ↑  马米纳萨塔广域都会区包括塔卡拉尔县的9个区、戈瓦县的11个区、马罗斯县的12个区
5. ↑  被拆分为戈瓦王国和塔洛克王国
6. ↑  鹿特丹堡原名乌戎潘当堡（Ujung Pandang），“鹿特丹堡”之名由斯皮尔曼海军上将以他在荷兰的故乡鹿特丹命名
7. ↑  以荷兰鹿特丹附近的港口城镇弗拉尔丁恩为名
8. ↑  Macassar oil，原产于望加锡
9. ↑  此时望加锡属于行政区下的望加锡县（Afdelingen Makassar）
10. ↑  这是美国海军潜艇部队击沉的第一艘日本驱逐舰，也是登陆望加锡行动中日海军唯一的损失
11. ↑  大东省是1938年荷属东印度在印尼設立的一個省，省會位于望加锡，管理范围包括西里伯斯、摩鹿加、巴布亚、努沙登加拉、巴厘岛等地。
12. ↑  2路、3路和8路，分别开往Trans Studio室内主题公园、戈瓦县和塔卡拉尔县

## 延伸阅读
- MacKnight, C.C., Voyage to Marege. Macassan Trepangers in Northern Australia, Melbourne University Press, 1976.
- Reid, Anthony. 1999. Charting the shape of early modern Southeast Asia. Chiang Mai: Silkworm Books. ISBN 9747551063. pp. 100–154.
- McCarthy, M., 2000, Indonesian divers in Australian waters. The Great Circle, vol. 20, No.2:120–137.
- Turner, S. 2003: Indonesia’s Small Entrepreneurs: Trading on the Margins. London, RoutledgeCurzon [ISBN 070071569X] 288pp. Hardback.
- Turner, S. 2007: Small-Scale Enterprise Livelihoods and Social Capital in Eastern Indonesia: Ethnic Embeddedness and Exclusion. Professional Geographer. 59 (4), 407–20.